# فرقة المشاة 102 الألمانية
فرقة المشاة 102 فرقة مشاة عسكرية ألمانية خلال الحرب العالمية الثانية . خدمت على الجبهة الشرقية، وقاتلت معركة كورسك. تم تدميرها خلال المراحل الأخيرة من هجوم بروسيا الشرقية للجيش الأحمر السوفياتي في عام 1945.

## التنظيم والتاريخ
تم تشكيل الفرقة في 15 ديسمبر 1940 في Wehrkreis II (Mecklenburg / Pomerania)، في موجة التعبئة الثانية عشرة، باستخدام عناصر من فرقة المشاة الثامنة وفرقة المشاة الثامنة والعشرين. قاتلت على الجبهة الشرقية، لكثير من فترة وجودها حيث كانت جزءًا من الجيش التاسع المخصص لمجموعة الجيوش الوسطى.

## التنظيم
الهيكل التنظيمي:

## القادة
- اللفتنانت جنرال جون أنسات (10 ديسمبر 1940 - 1 فبراير 1942)
- اللفتنانت جنرال ألبريشت باير (1 فبراير 1942 - 10 مارس 1942)
- اللواء فيرنر فون راسفيلد (10 مارس 1942 - 1 مايو 1942)
- العقيد يوهانس فريزنر (1 مايو 1942 - 19 يناير 1943)
- الجنرال أوتو هيتزفيلد (19 يناير 1943 - 5 نوفمبر 1943)
- اللفتنانت جنرال ويرنر فون بيركن (5 نوفمبر 1943 - مارس 1945)